# María Inés Krimer
María Inés Krimer (geboren 1951 in Paraná (Entre Ríos)) ist eine argentinische Schriftstellerin.

## Leben
María Inés Krimer arbeitet als Rechtsanwältin in Buenos Aires. Sie schreibt Kriminalromane, für die sie den  Premio del Fondo Nacional de las Artes sowie den Premio Emece erhielt und auf der Shortlist des Premio Clarín stand.

## Werke (Auswahl)
- Veterana. Buenos Aires : Ediciones Florida Blanca, 1998
- El cuerpo de las chicas. Buenos Aires : Tantalia, 2006
- Lo que nosotras sabíamos. Buenos Aires : Emecé, 2009
- Sangre kosher. Buenos Aires : Aquilina, 2009
  - Sangre Kosher. Ruth Epelbaum und die Zwi Migdal. Übersetzung Peter Kultzen. Zürich: Diaphanes, 2014 ISBN 978-3-03734-492-7
- La inauguración. Buenos Aires : Editorial El Ateneo, 2011
- Siliconas express. Buenos Aires : Ediciones Aquilina SA, 2013
- La hija de Singer. Paraná, Entre Ríos : Editorial Fundación La Hendija, 2013
- Sangre fashion. Buenos Aires : Aquilina, 2015